# Nokpul
Nokpul là một thị trấn thống kê (census town) của quận North Twentyfour Parganas thuộc bang Tây Bengal, Ấn Độ.

## Nhân khẩu
Theo điều tra dân số năm 2001 của Ấn Độ, Nokpul có dân số 6647 người. Phái nam chiếm 53% tổng số dân và phái nữ chiếm 47%. Nokpul có tỷ lệ 81% biết đọc biết viết, cao hơn tỷ lệ trung bình toàn quốc là 59,5%: tỷ lệ cho phái nam là 85%, và tỷ lệ cho phái nữ là 77%. Tại Nokpul, 9% dân số nhỏ hơn 6 tuổi.